# (8850) Bignonia
(8850) Bignonia est un astéroïde de la ceinture principale.

## Description
(8850) Bignonia est un astéroïde de la ceinture principale. Il fut découvert le 15 novembre 1990 à La Silla par Eric Walter Elst. Il présente une orbite caractérisée par un demi-grand axe de 2,99 UA, une excentricité de 0,09 et une inclinaison de 10,6° par rapport à l'écliptique.

## Compléments